# Istaso
Istaso (en griego, Ἴστασος) fue una antigua ciudad griega de la península Calcídica. 
Perteneció a la Liga de Delos puesto que aparece en el decreto de evaluación de tributos a Atenas del año 422/1 a. C. donde debía pagar un phoros de 500 dracmas. Se desconoce su localización exacta aunque se ha sugerido que debe identificarse con otra ciudad que aparece en otro registro de tributos de Atenas llamada Pistaso, pero se discute la mencionada identificación.